# بابكر نياسي
بابكر نياسي هو لاعب كرة قدم موريتاني في مركز حراسة المرمى، ولد في 20 ديسمبر 1996 في داكار في السنغال. لعب مع نادي يوبين.

## وصلات خارجية
- بابكر نياسي على موقع قاعدة بيانات كرة القدم.إي يو (الإنجليزية)
- بابكر نياسي على موقع ناشيونال فوتبول تيمز (الإنجليزية)
- بابكر نياسي على موقع Soccerway.com (الإنجليزية)